# Fumaria capreolata
Fumaria capreolata, comummente conhecida como fumária-maior, é uma espécie de planta com flor pertencente à família Papaveraceae. Pertence ao tipo fisionómico das plantas terófitas e das escandentes. 
A autoridade científica da espécie é L., tendo sido publicada em Species Plantarum 2: 701. 1753.

## Nomes comuns
Dá ainda pelos seguintes nomes comuns: erva-molarinha (não confundir com a Fumaria officinalis, que com ela partilha este nome), catarinas-queimadas, erva-das-candeias, erva-moleirinha-maior.

## Descrição
Trata-se de uma planta trepadeira, com crescimento difuso, de tal ordem que amiúde cresce entre sebes-vivas.
Tem racemos floridos, mais curtos do que os pedúnculos, que se desdobram em 14 a 18 cachos de flores.
As brácteas podem ser tão compridas quanto os respectivos pedúnculos dos frutos que, por sinal, são de formato arcuado-recurvado.
No que toca às sépalas, estas podem ser inteiras ou dentadas e são mais largas do que comprimento da corola.
Quanto à corola, esta tem uma coloração esbranquiçada, sendo que as asas da pétala superior e as pontas da pétala interior são mais escuras e evidenciam pequenos poços apicais, medindo 10 a 11 milímetros de comprimento.

## Portugal
Trata-se de uma espécie presente no território português, nomeadamente em Portugal Continental, no Arquipélago dos Açores e no Arquipélago da Madeira.
Mais concretamente, em Portugal Continental pode encontrar-se nas zonas do Noroeste ocidental, da Terra quente transmontana, do Centro-Norte, em todas as zonas do Centro-Oeste, salvo o Centro-Oeste cintrano e montanhoso, do Centro-Leste de campina e do miocénico, do Centro-sul plistocénico, em todas as zonas do Sudeste e do Sudoeste e ainda no Barrocal e no Barlavento algarvios.
Em termos de naturalidade é nativa de Portugal Continental e introduzida nos Arquipélago dos Açores e da Madeira.

## Protecção
Não se encontra protegida por legislação portuguesa ou da Comunidade Europeia.

## Ecologia
Esta planta medra em sebes-vivas, nas cercanias de florestas e matorrais. Trata-se de uma espécie ruderal e rupícola, pelo que também se pode encontrar a brotar de construções humanas devolutas, em ermos e em courelas agricultadas.

Privilegia os espaços úmbrios.